# Celso Borges
Celso Borges Mora (San José, 27 mei 1988) is een Costa Ricaans voetballer die doorgaans als middenvelder speelt. Borges debuteerde in 2008 in het Costa Ricaans voetbalelftal.

## Clubcarrière
Op 15 januari 2006 maakte Borges op achttienjarige leeftijd zijn debuut in de hoofdmacht van Saprissa. In de periode dat hij daar actief was, won hij drie landstitels met zijn club. Op 18 januari 2009 huurde de Noorse club Fredrikstad FK hem voor één seizoen. Sportief directeur Tor-Kristian Karlsen bevestigde Borges' komst per juli 2009. Fredrikstad kocht het contract van Borges uiteindelijk af door één miljoen NOK (125.000 euro) over te maken aan Saprissa. In november 2010 was Borges vijfmaal trefzeker in drie duels voor Fredrikstad tijdens de play-offs om promotie en degradatie, waardoor de club terugkeerde in de hoogste afdeling van het Noorse voetbal.
In januari 2012 werd bekend dat Borges een driejarig contract had getekend bij het Zweedse AIK Fotboll. Aldaar speelde hij in zijn eerste seizoen mee in 29 van de 30 competitieduels. Ook in 2013 en 2014 was Borges een vaste kracht bij de Zweedse club, waarmee hij in 2013 de tweede plaats bereikte in de competitie.
Borges tekende in januari 2015 een contract voor zes maanden bij Deportivo La Coruña, met een optie voor nog twee seizoenen. De Spaanse ploeg stond op dat moment zestiende in de Primera División, drie punten boven hekkensluiter Granada. Op 30 januari maakte hij in de competitie zijn debuut voor Deportivo La Coruña en maakte hij beide doelpunten in de met 1–2 gewonnen wedstrijd tegen Rayo Vallecano, waardoor de club vier plaatsen steeg op de ranglijst.

## Clubstatistieken
| Seizoen | Club                  | Competitie       | Wed. | Doelp. |
| ------- | --------------------- | ---------------- | ---- | ------ |
| 2008/09 | Fredrikstad FK        | Tippeligaen      | 23   | 7      |
| 2009/10 | Fredrikstad FK        | OBOS-ligaen      | 28   | 19     |
| 2010/11 | Fredrikstad FK        | Tippeligaen      | 25   | 8      |
| 2011/12 | AIK Fotboll           | Allsvenskan      | 29   | 8      |
| 2012/13 | AIK Fotboll           | Allsvenskan      | 24   | 8      |
| 2013/14 | AIK Fotboll           | Allsvenskan      | 26   | 6      |
| 2014/15 | → Deportivo La Coruña | Primera División | 17   | 3      |
| 2015/16 | Deportivo La Coruña   | Primera División | 24   | 3      |
| 2016/17 | Deportivo La Coruña   | Primera División | 34   | 6      |
| 2017/18 | Deportivo La Coruña   | Primera División | 32   | 3      |
| 2018/19 | Göztepe SK            | Süper Lig        | 32   | 1      |

## Interlandcarrière
Celso Borges maakte zijn debuut in het Costa Ricaans voetbalelftal op 14 juni 2008 in een WK-kwalificatiewedstrijd tegen Grenada (2–2). Voor zijn land speelde Borgers mee op meerdere edities van de CONCACAF Gold Cup en de Copa Centroamericana. In de kwalificaties voor het WK 2010 en het WK 2014 speelde hij mee in dertig kwalificatieduels. Op 14 augustus 2013 was hij tweemaal trefzeker in een vriendschappelijke wedstrijd tegen de Dominicaanse Republiek (0–4 winst). In mei 2014 werd hij door bondscoach Jorge Luis Pinto opgenomen in de selectie voor het wereldkampioenschap voetbal 2014 in Brazilië. Op dat toernooi speelde hij mee in alle groepsduels, waarin Costa Rica zeven punten haalde en zich zo verzekerde van een plaats in de achtste finale. In deze achtste finale tegen Griekenland nam hij succesvol de eerste Costa Ricaanse strafschop in de strafschoppenserie; ook de andere strafschoppen werden door zijn medespelers benut. Ook in de kwartfinale tegen het Nederlands voetbalelftal was Borges in de strafschoppenreeks trefzeker; pogingen van Bryan Ruiz en Michael Umaña werden vervolgens gekeerd door Tim Krul, met uitschakeling als gevolg.

## Erelijst
| Kampioen Primera División           | 3x | 2005/06, 2006/07, 2007/08 |
| Primera División (Winnaar Apertura) | 1x | 2008                      |